# Georg Nees
Georg Nees, né le 23 juin 1926 à Nuremberg et mort le 3 janvier 2016 à Erlangen, est un universitaire allemand et un pionnier de l'art numérique et de l'art génératif depuis le milieu des années 1960. Il a étudié les mathématiques, la physique et la philosophie et il a été mathématicien industriel à Siemens en Erlangen. Nees est considéré comme étant un des trois "3N" de l'art informatique. 3N est une abréviation pour Frieder Nake, Georg Nees et A. Michael Noll qui ont créé des infographies avec des ordinateurs numériques. Il était aussi un des premiers artistes à exposer des œuvres numériques au studio galerie de Technische Hochschule à Stuttgart en février 1965. De 1969 à 1973, il collabore avec Ludwig Rase, un architecte.En 1977, il était professeur honoraire en informatique appliquée à l'Université d'Erlangen-Nuremberg.

## Sa vie et ses études
Georg Nees est né à Nuremberg en 1926. Depuis sa jeunesse, Nees s'était intéressé au dessin, aux instruments d'optique et à l'art. Nees lui-même a affirmé en 2004 qu'il se voyait comme un amoureux de l'art qui n'avait jamais peur de l'art abstrait et qui était intéressé par la philosophie.
De 1945 à 1951, Nees a étudié les mathématiques et la physique à l'Université d'Erlangen-Nuremberg et a travaillé comme mathématicien industriel à Siemens en Erlangen. 
Son rencontre avec Max Bense, son superviseur de doctorat, est un moment vital de sa carrière et de ses études. En 1964, Nees écrit dans le journal Grundlagenstudien aus Kybernetic und Geistenwissenschaft un article sur l'«agitation esthétique», une notion élaborée dans le livre Aestherica III de Bense. À la suite de la lecture de l'article, Helmar Frank, un autre doctorant que Bense a supervisé, a introduit Nees à Bense. C'est ainsi qu'il a étudié la philosophie à partir de 1965 et en 1969, sous la supervision de Max Bense, il a reçu son doctorat portant sur la thèse de Générateur d'images génératives.  Sa thèse est considérée comme étant la première thèse sur l'art numérique. En 1969, sa thèse de doctorat a été publiée sous forme d'un livre intitulé Generative Computergraphik. Sa thèse peut être décrite comme étant une preuve prouvant la notion d'Esthétique de Bense. En effet, l'ordinateur devient chez Nees un «laboratoire esthétique» qui permet de tester les théories de Bense.

## L'art numérique
Nees fait un premier pas vers l'art numérique à travers son rôle dans l'achat de ZUSE graphomat. Le ZUSE graphomat est une machine à dessiner, capable de créer des motifs géométriques. Le langage de programmation que cette machine utilise est ALGOL, un langage de programmation initialement créé pour des ordinateurs scientifiques. Nees utilise ALGOL comme un médium pour créer des images artistiques. À l'aide de ALGOL, il réalise notamment des graphiques comme G1, G2 et G3.  C'est, entre autres, avec la machine ZUSE graphomat et un Siemens 2002 qu'il réalise sa première infographie durant l'automne 1964. Quand il voit le premier dessin qu'il a créé à l'aide d'une machine, il s'est dit que: « Quelque chose émerge ici qui ne disparaîtra jamais ». À partir de cette première expérimentation il établit une relation entre ses dessins et les pensées philosophiques de Max Bense présentées dans son livre intitulé Aestherica III. Asthetik und Zivilisation. L'influence de la pensée de Bense est notamment présente dans une de ses premières œuvres, Schotter. En effet, dans cette œuvre, la disposition de ses carrés passe d'un état d'ordre à un état de chaos. Ceci représente un fondement de la pensée de Bense, la néguentropie.   
En février 1965, Max Bense a exposé les dessins de Nees à l'Institut de Philosophie et de théorie de science à l'université de Technische Hochschule à Stuttgart. Cette toute première exposition sur l'art numérique n'est pas bien reçue ni appréciée par le public. Toutefois, Bense défend les dessins de Nees en les qualifiant comme de «l'art artificiel». En effet, une anecdote raconte que lorsque Nees exposa ses premiers dessins réalisés à partir d'une machine, un artiste lui demanda si Nees serait capable de faire en sorte que sa machine dessine comme un vrai artiste. Après une courte réflexion, Nees lui répondit que oui elle en serait capable si l'artiste lui décrivait sa manière de dessiner. Les artistes de l'Académie de Beaux-Arts furent choqués et insultés de la réponse de Nees et quittèrent la salle en claquant les portes. Bense, face à cette réaction, tenta de les calmer en leur disant: "S'il vous plaît, chers amis, ce que voyez ici n'est que de l'art artificiel".Cette critique, à première vue, peut paraître comme étant une «excuse», mais à la suite d'une analyse, il est possible d'affirmer que Bense faisait ici référence à l'intelligence artificielle.  
En 1965, Nees organise avec Frieder Nake et A.Michael Noll la toute première exposition sur l'infographie qu'ils intitulent Art informatique (Computerkunst).

### Architecture conçue par ordinateur
La première infographie produite en architecture par Nees est un motif de couloir (Flur) en 1968. L'année 1968 marque aussi le début de sa collaboration avec l'architecte Ludwig Rase pour le pavillon Siemens à la foire industrielle de Hanovre en 1970. Les dessins du toit en treillis, produit pour la foire industrielle de Hanovre, ont d'abord été calculés avec le système 2002 et, par la suite, dessinés avec le Graphomat Z64. Pour la foire de Hanovre en 1970, les dessins ont été créés avec le système moderne 4004. L'un des dessins a été imprimé comme affiche pour la Foire de Hanovre et pour la 35e Biennale de Venise en 1970. A la foire, il y avait aussi des dessins d'ordinateur réalisés pour les pavillons de la Siemens AG, comme le "Salon de l'industrie allemande" à São Paulo en 1971.

### À partir de 1985
Nees a pris sa retraite en 1985 et a recommencé ses recherches et expériences. Il a consacré son temps uniquement à la sémiotique et à l'esthétique pour les médias et le design. Il a publié les résultats, à partir de 1995, dans plusieurs livres et articles,. 
En 1985, Alex Kempkens demande à Nees s'il souhaite participer à l'exposition Bilder Images Digital prévue en octobre 1986 à la "Galerie de l'artiste"  à Munich,. Il a accepté l'invitation et a créé une nouvelle série d'infographies. Ces graphismes occupent une place particulière dans les œuvres de Nees. Pour générer ces graphiques, il a donné au moteur AI des commandes simples, philosophiques et mythiques. Il a écrit les programmes dans le langage Lisp et le système 7000 a réalisé ces graphiques. 
Nees meurt le 3 janvier 2016 à l'âge de 89 ans.

## Ses œuvres
- 1964: Georg Nees, 8-Ecke
- 1965-198: Georg Nees, Sculpture 1, Sérigraphie d'après une plaque d'aluminium réalisé par ordinateur, collection du musée Victoria et Albert
- avant 1968: Georg Nees, Schotter, 1964, Lithographie sur papier, collection du musée Victoria et Albert
- 1970: Georg Nees, Kugel in der Kugel, Sérigraphie sur papier, collection du musée Victoria et Albert
- 1970: Georg Nees, Werkstatt Edition Kroll, Sérigraphie d'après une illustration générée par ordinateur programmée sur un Siemens System 4004 et dessinée sur une machine à dessiner à plat Zuse-Graphomat, collection du musée Victoria et Albert
- 1970: Georg Nees, Werkstatt Edition Kroll, Sérigraphie d'après un dessin généré par ordinateur programmé sur un Siemens System 4004 et dessiné sur une machine à dessiner à plat Zuse-Graphomat, collection du musée Victoria et Albert
- 1972: Georg Nees, Art Ex Machina (version 1), encre de l'imprimante, papier, sérigraphie, collection du musée Victoria et Albert
- 1972: Georg Nees, Art Ex Machina (version 2), encre de l'imprimante, papier, sérigraphie, collection du musée Victoria et Albert

## Expositions

### Expositions seuls
- 1965: Infographie (computer graphik), Studiengalerie Technische Hochschule Stuttgart

### Expositions en groupe
- 1965: Art Informatique (Computerkunst), Frieder Nake und Georg Nees, Galerie Niedlich, Stuttgart
- 1968: Cybernetic Serendipity, London
- 1968-69: Computer und visuelle Forschung, Nuove Tendenze 4, Zagreb.
- 1969: On the Eve of Tomorrow, Kubus Hannover, München, Hamburg.
- 1969: Konstruktive Kunst: Elemente + Prinzipien, Biennale Nürnberg.
- 1970: Auf dem Weg zur Computerkunst, Kiel, Davos, Offenbach.
- 1970: Ricerca e Progettazione., Georg Nees, Ludwig Rase, 35. Biennale Venedig.
- 1971: Was die Schönheit sei, das weiß ich nicht. Künstler - Theorie - Werk, Biennale Nürnberg.
- 1971: Computer drawer spacestructure, ARTEONICA, Ludwig Rase, Georg Nees, São Paulo.
- 1971: The Arte de Sistemas exhibition, CAYC, Museo de Arte Moderno, Buenos Aires.
- 1972: Grenzgebiete der bildenden Kunst, Staatsgalerie Stuttgart.
- 1972-74: Wege zur Computerkunst, Wanderausstellung, Goethe Institut.
- 1973: computer art. nees rase, Hamburger Kunsthalle, Hamburg.
- 1973: Vert l'art de l'ordinateur, Centre d'Information SIGMA, Bordeaux.
- 1982: L'art systématique, Musée d´art contemporain de Montréal, Montreal.
- 1986: Bilder Images Digital, Galerie der Künstler, München.
- 1989: 25 Jahre Computerkunst, BMW Pavilion, München.
- 1992: Prinzip Zufall, Wilhelm Hack Museum, Ludwigshafen.
- 2005: Künstliche Kunst. Die Anfänge, Kunsthalle Bremen, Bremen.
- 2006: Die große Versuchung. Frühe generative Computergrafiken, ZKM, Karlsruhe.
- 2006: 20th Century Computer Art: Beginnings and Developments, Tama Art University Museum, Tokyo.
- 2006: Die Neuen Tendenzen - Museum für Konkrete Kunst, Ingolstadt.
- 2006: Der Traum von der Zeichenmaschine, Kunstverein Wolfsburg, Wolfsburg.
- 2007: Ex Machina - Frühe Computergrafik bis 1979, Kunsthalle Bremen, Bremen.
- 2007: Die Neuen Tendenzen, Leopold Hoesch Museum, Düren.
- 2008: Genau + anders - Mathematik in der Kunst von Dürer bis Sol LeWitt ; MUMOK, Wien.
- 2008: bit international. [Nove] tendencije | Computer und visuelle Forschung, Zagreb.
- 2008: Genesis – Die Kunst der Schöpfung, Zentrum Paul Klee, Bern.
- 2009: Digital Pioneers, Victoria & Albert Museum - V&A, London.2014: Histories of the Post-Digital: 1960s and 1970s Media Art Snapshots - Akbank Art Center, Istanbul.